# 林國棟
林國樑（1859年—1912年），別名玉盤，字啓淵，筆名針齋。彰化縣海豐港堡麥藔街（雲林縣麥寮鄉麥豐村）人。秀才、仕紳。北港辦務署參事，斗六廳、新竹州雇員。塾師。

## 生平
- 1886年，中式秀才[2]。
- 1897年，授於仕紳[3]。
- 1899年，出任北港辨務署參事[4]。
- 1901年，出任斗六廳雇員。
- 1904年，出任新竹州雇員。